# 零电容随机存储器
零电容随机存储器（英語：Zero-capacitor random access memory）是一种新型的动态随机存取存储器，是由Innovative Silicon公司基于SOI技術的浮体效应（Float body effect）研发的。该技术已经被超微半导体（AMD）许可用于未来的微处理器。Innovative Silicon宣称零电容随机存储器能够提供和静态随机存取存储器（SRAM，常在快取中应用）相似的存取速度，但是只使用了单一晶体管，因此能够提供更高的封装密度。